# 影意志
影意志（英文：Ying e Chi）是一個於1997年由一群香港獨立電影製作者成立的非牟利組織。 影意志的獨立電影製作者包括崔允信和鍾德勝。 影意志共同創立了香港亞洲電影節。 後來，與香港亞洲電影節協會分道揚鑣，並自2008年開始舉辦香港獨立電影節。
多年來，影意志發行了多部獨立電影，包括《亂世備忘》（2016）、《地厚天高》（2017）、《分域大道》（2018）、《佔領立法會》（2020）以及《理大圍城》（2020）。 這些電影題材政治敏感，大多與香港抗爭運動有關，其他影院通常不會放映。 由於影意志在香港政治環境中的立場，它經常遭到親北京媒體的抨擊，例如《文匯報》和《大公報》，尤其是在反送中運動期間。
影意志於2021年失去了香港藝術發展局（香港政府）的資助，並且未能續約賽馬會創意藝術中心的工作室。 影意志於2024年正式解散。 其原創始人之一崔允信似乎正於台灣重啟影意志，並以此名義於2025年舉辦「香港獨立短片獎」。